# Musée de Lodève
Pour les articles homonymes, voir Fleury.
Le musée de Lodève (anciennement appelé musée Fleury) est un musée d'art moderne, d'archéologie, de paléontologie et de sciences naturelles situé depuis 1987 dans l'ancien hôtel particulier du Cardinal Hercule de Fleury à Lodève, dans le département français de l'Hérault en région Occitanie.
Le musée ouvrit officiellement en 1962, mais n'occupa certains espaces de l'hôtel Fleury qu'à partir de 1972.

## Le musée

### Histoire
Bien que l'institution lodévoise soit encore jeune, son histoire est caractéristique de la naissance des musées français entre la fin du XVIIIe siècle et le XIXe siècle. Dès 1868, la Société géologique de France émet le vœu que soit établi un musée des richesses pétrographiques et paléontologiques de la ville.
Finalement, le don de l'archéologue Jacques Audibert sera à l'origine des collections, enrichies par la suite. Le 25 janvier 1957, une délibération du conseil municipal de Lodève crée officiellement le Musée de Lodève, avec avis favorable du directeur du Muséum national d'histoire naturelle. Installé dans la chapelle des Carmes, le musée est inauguré le 26 mai 1962 sous le nom de son principal donateur, Jacques Audibert.
En 1972, la veuve du sculpteur Paul Dardé, enfant du pays, cède le fonds d'atelier de son époux à la Ville, qui sera exposé dans trois salles de l'hôtel de Fleury. En 1978, l'intérêt de rassembler les deux collections se concrétise, menant à l'inauguration des locaux actuels le 10 juillet 1987. En 1997, l'exposition en hommage à Maurice Utrillo marque un tournant dans l'histoire du musée, alors sous la direction Maithé Vallès-Bled. Dès lors le musée Fleury présente tous les étés une exposition consacrée à un artiste, une collection (publique ou privée) ou un mouvement. Ces expositions couvrent la période 1860-1930.
Un chantier de modernisation et d'agrandissement du musée a été mené de 2013 à 2018. Le musée rouvre en juillet 2018 avec des surfaces qui passent de 350 à 1 150 m2 pour les expositions permanentes, la surface totale du musée passant de 1 052 à 2 436 m2. Ce qui caractérise la restructuration est l'adjonction à l’hôtel de Fleury avec son architecture du XVIIe siècle, d'une extension contemporaine. La muséographie est entièrement nouvelle. 
Suite à cette importante rénovation, le musée a reçu en 2019 le prix de la plus belle métamorphose, décerné par l'Association Architecture et maîtres d’ouvrage et a été nominé en 2020 pour le prix du musée européen de l'année.

### Collections
Les collections du musée se sont essentiellement enrichies par des dons, comme ceux de Jacques Audibert et Alice Dardé. Le musée concentre ses efforts de conservation et de diffusion tant sur les œuvres d'art que sur les pièces paléontologiques et archéologiques.

Collection paléontologique
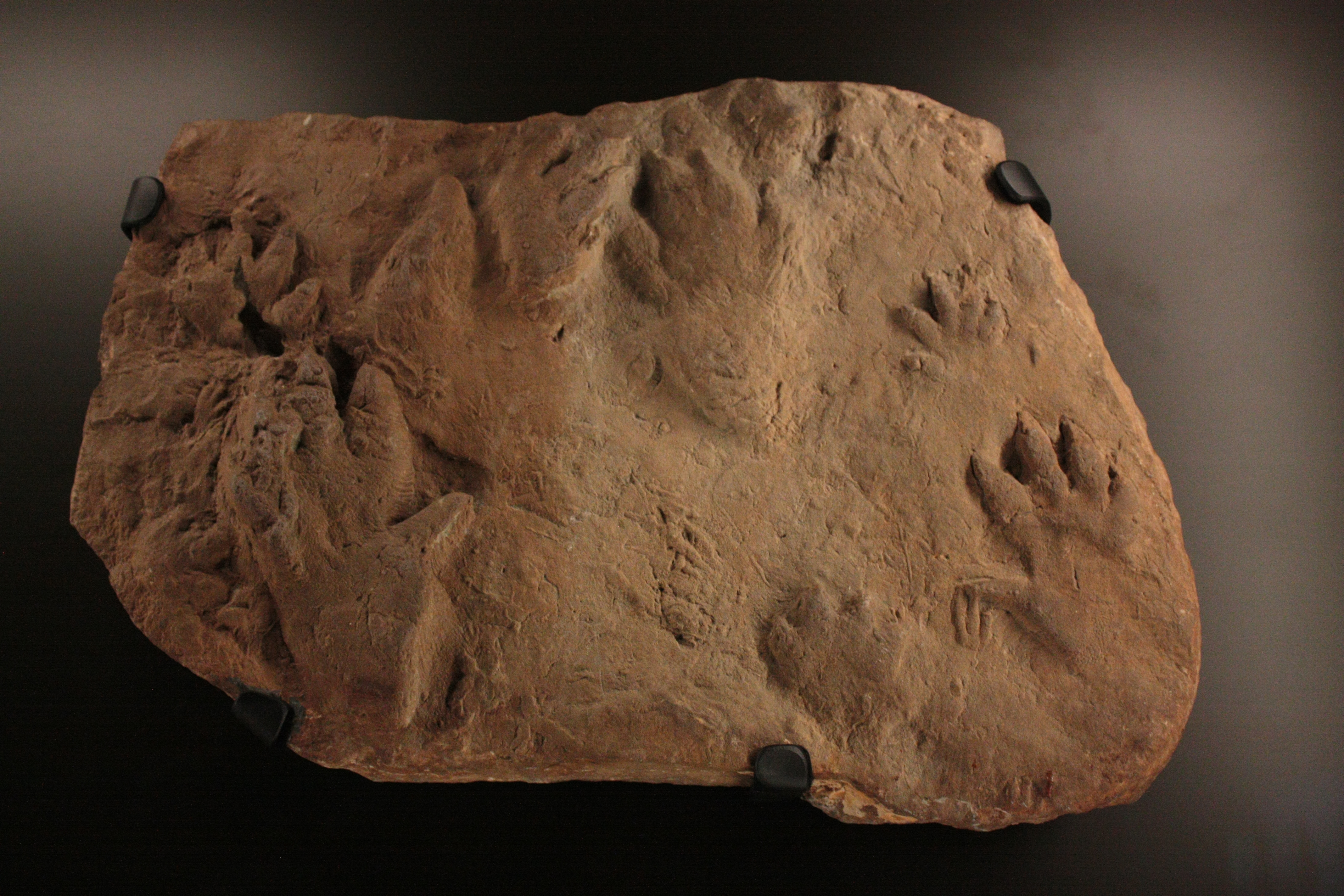
Empreintes fossilisées de reptiles du Trias moyen.
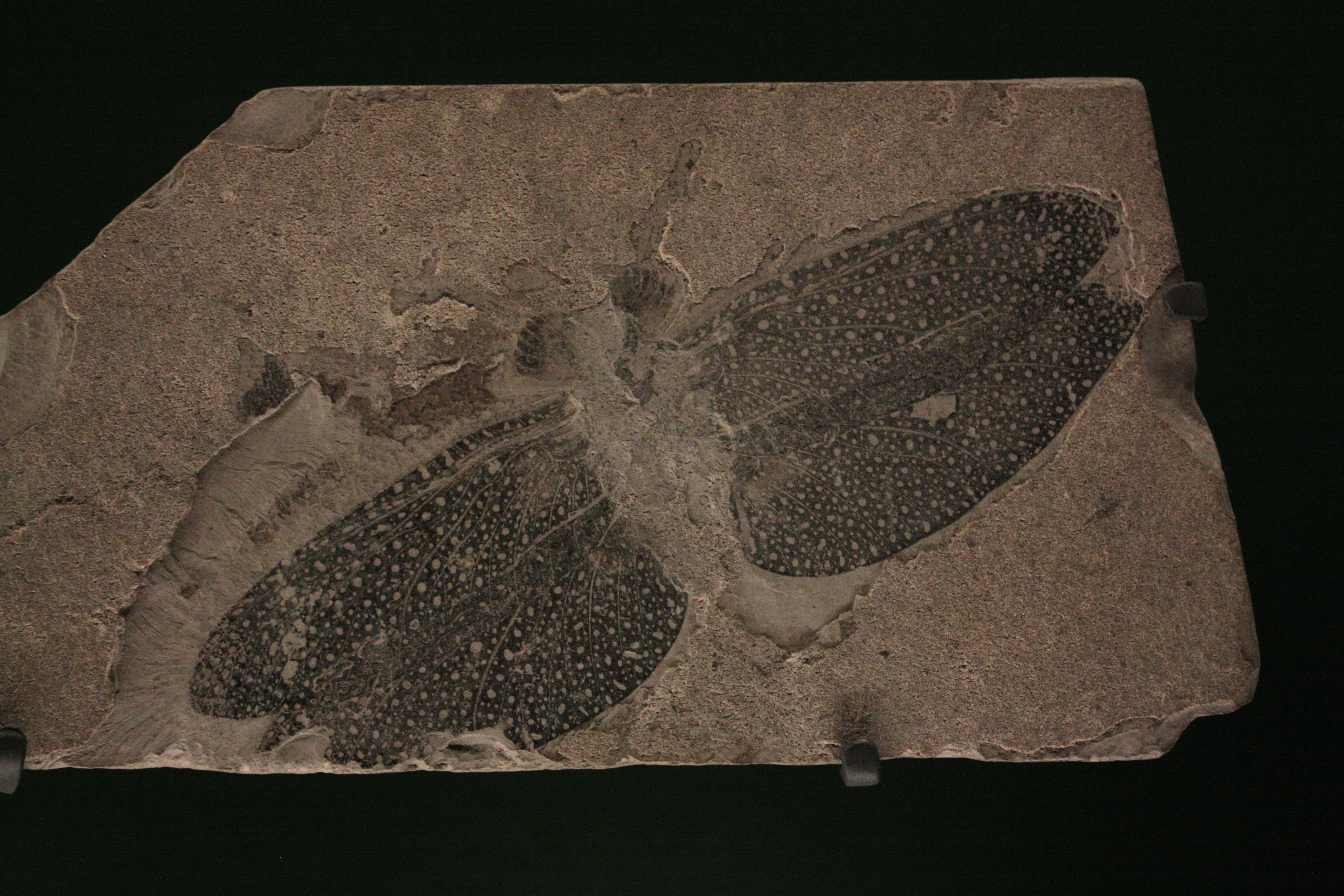
Fossile d'insecte du carbonifère supérieur.
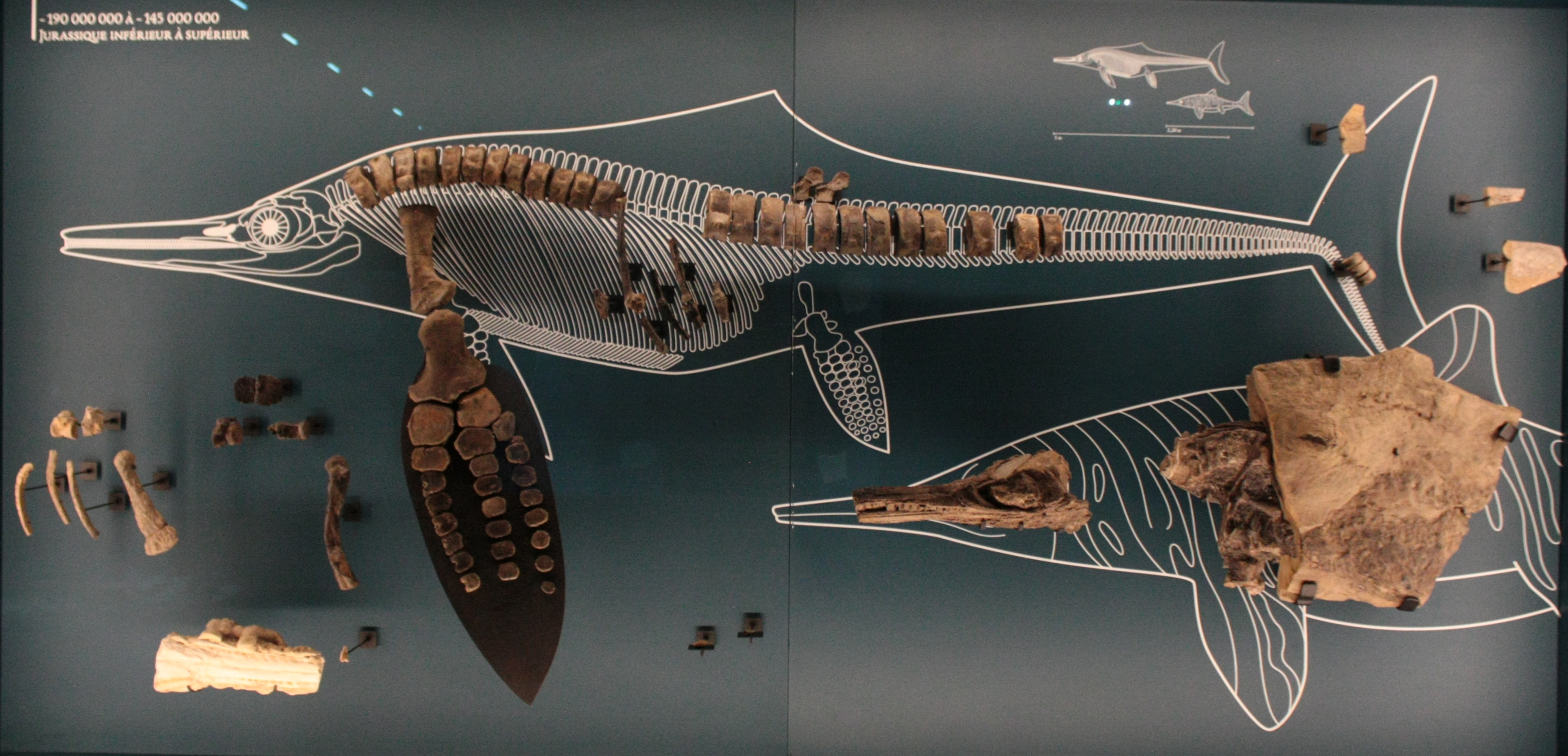
Ichthyosauria du Jurassique.

Collection archéologique
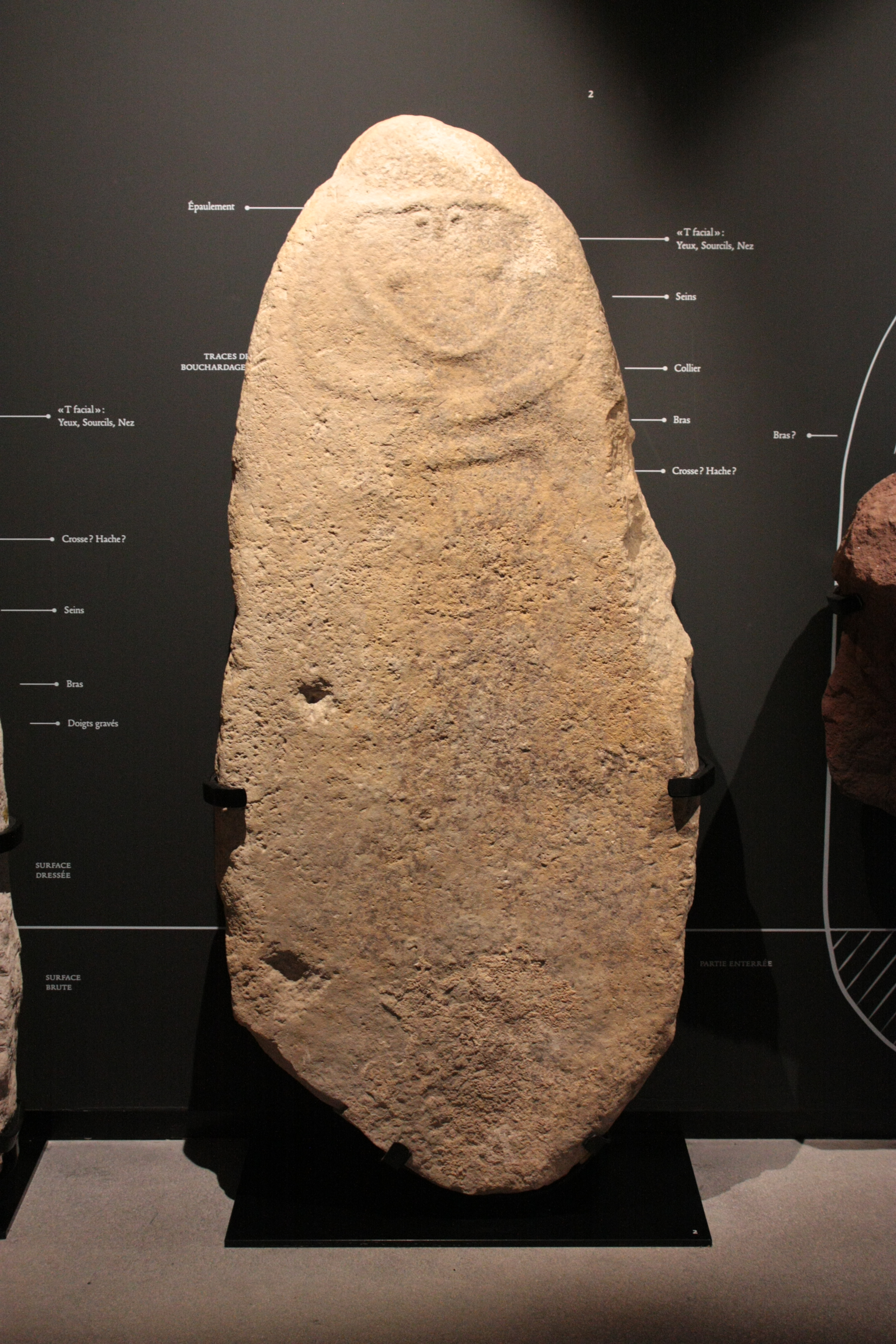
Statue-menhir n°1 de Collorgues. Néolithique final.
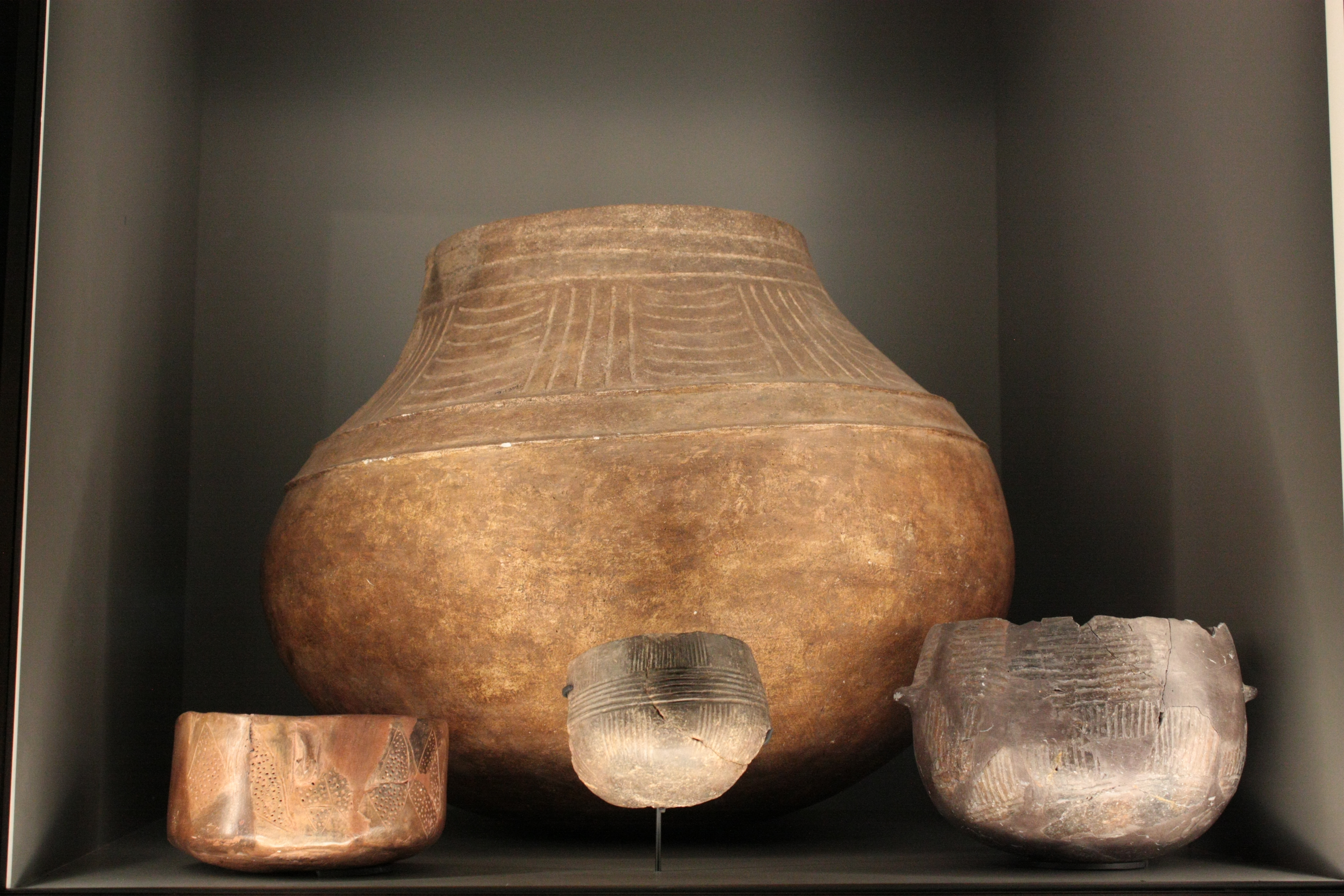
Céramiques du néolithique final.
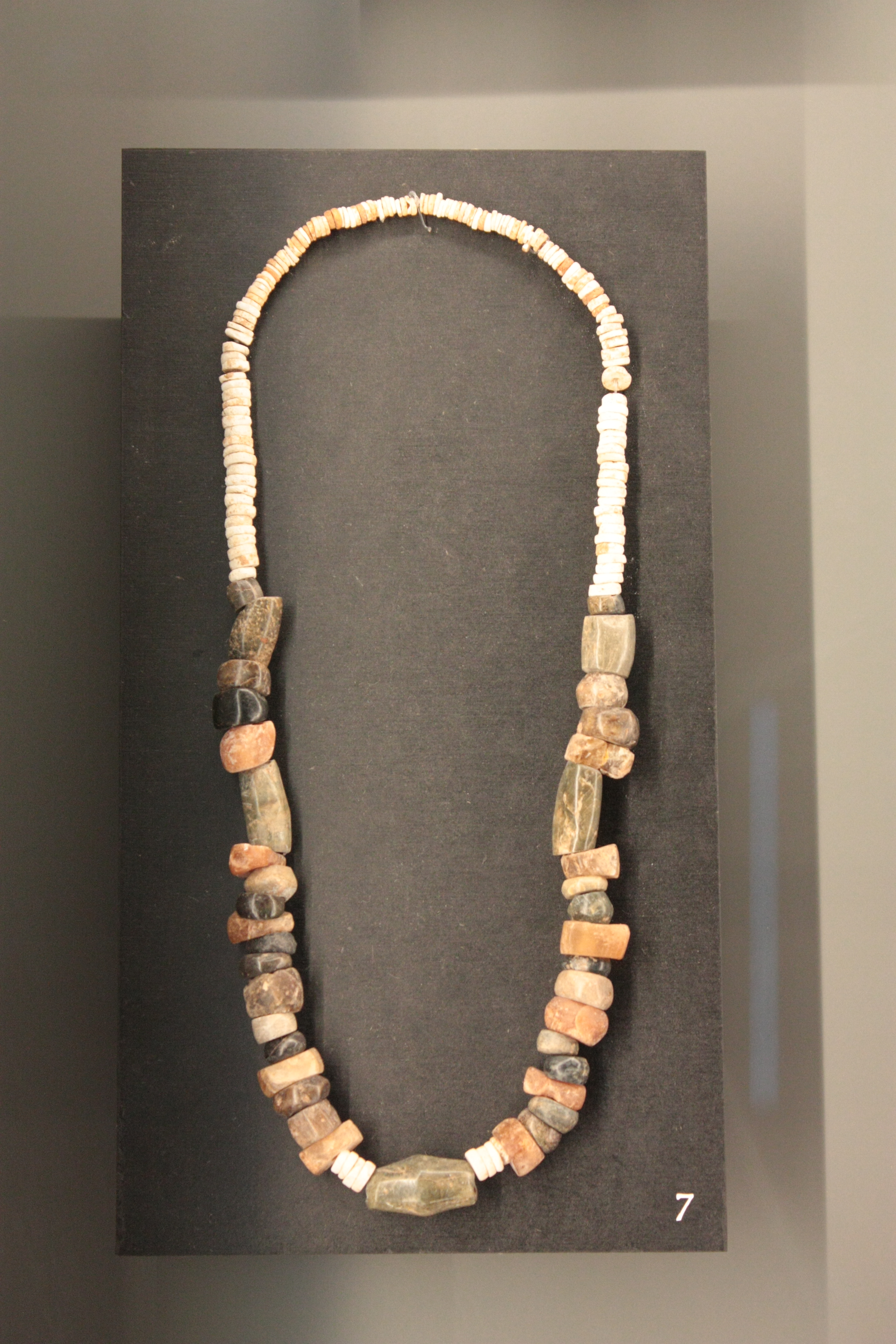
Parures du néolithique final.

### Expositions récentes
- 2023
  - Métamorphoses, Violaine Laveaux dialogue avec Paul Dardé
  - Brésil, identités
- 2022
  - Eric Bourret. Terres
  - En route vers l'impressionnisme
- 2021
  - Tisser la nature, XVe – XXIe siècle
  - Jean-Francis Auburtin, un âge d'or
- 2020
  - Derniers impressionnistes. Le temps de l'intimité
- 2019
  - Pays-âges, photographies contemporaines
  - Ensor, Magritte, Alechinsky... Chefs-d’œuvre du Musée d'Ixelles
- 2018
  - Première exposition après la réouverture du musée : Faune, fais-moi peur ! Images du faune de l’Antiquité à Picasso de juillet à octobre 2018[7].
  - Manuela Marques. Et le bleu du ciel dans l'ombre
- 2016 (exposition hors les murs, au Cellier des évêques)
  - Alexandre Hollan, questions aux arbres d'ici [8]
- 2015 (exposition hors les murs, au Cellier des évêques)
  - Tisser la couleur. tapisseries de Calder, Delaunay, Miró...
- 2014
  - Bissière, figure à part
- 2013
  - Bonnard, Renoir, Vuillard... Chefs-d'œuvre de la collection Arkas 
  - Gleizes - Metzinger. Du cubisme et après
- 2012
  - Théo Van Rysselberghe, l'instant sublimé
  - Flippant Time. Les 30 ans du FRAC Languedoc-Roussillon
  - La Savonnerie de Lodève, 50 ans de création (en collaboration avec le Mobilier national)
- 2011
  - Louis Valtat, à l'aube du fauvisme
- 2010
  - De Gauguin aux nabis. Le droit de tout oser
- 2009
  - Bonnard, guetteur sensible du quotidien
  - Chefs-d'œuvre d'une collection : dessins du Musée Atger
- 2008
  - Kisling
- 2007
  - Chefs-d'œuvre de la collection Oscar Ghez. Discernement et engouements

## Bâtiment
Le musée est installé dans un hôtel particulier construit au XVIIe et remanié au XVIIIe siècle, qui vit naître le Cardinal de Fleury, précepteur et premier ministre de Louis XV. La façade correspondant actuellement à l'entrée du musée n'est pas la façade principale originelle, puisqu'elle est ouverte sur l'ancien jardin de l'hôtel (on le remarque à la fontaine).

Le bâtiment
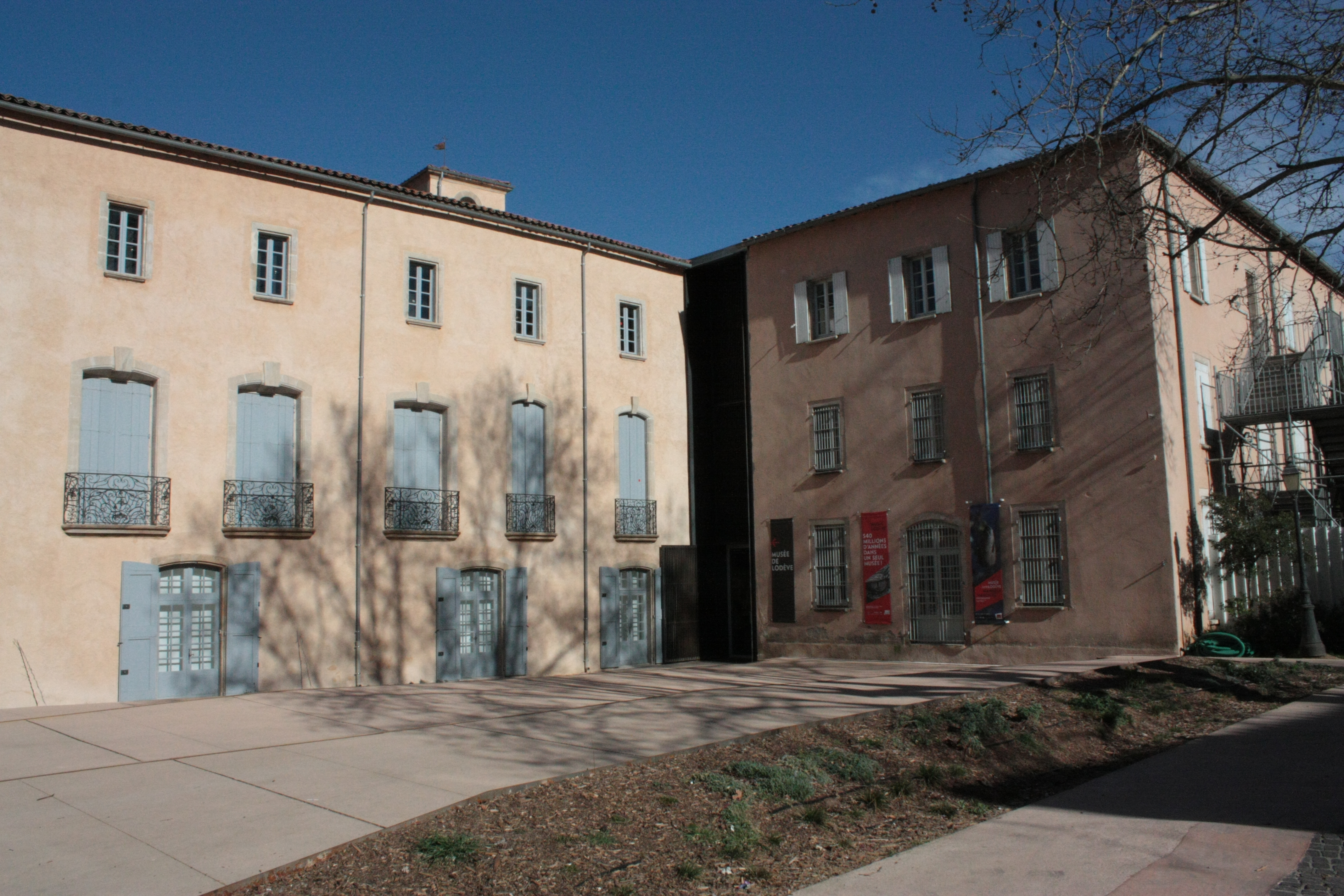
Entrée du musée.
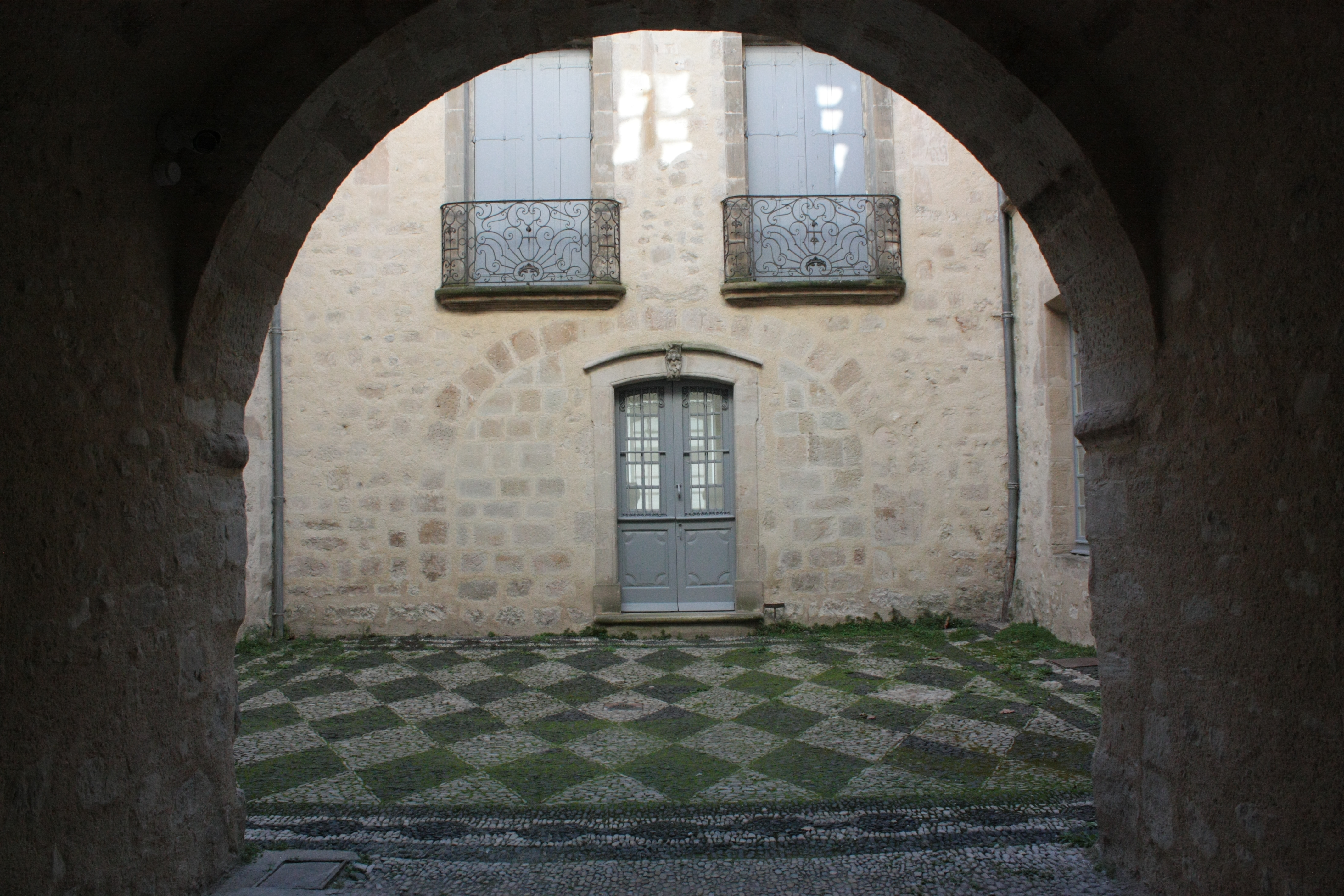
Cour intérieure.
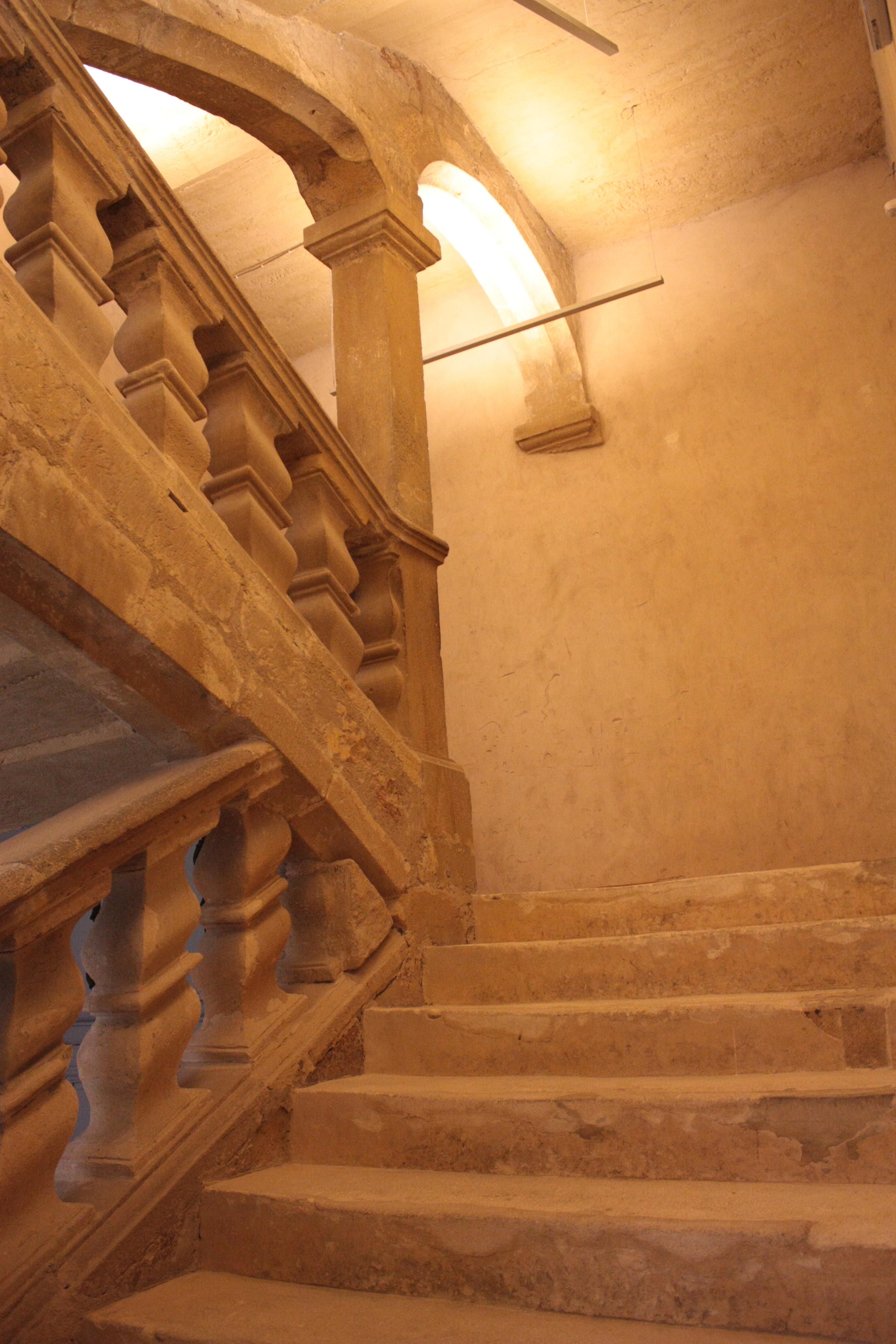
Escalier.